# Aleksandr Dargomyzhsky
Aleksandr Dargomyzhsky (14 de fevereiro  de 1813 — 17 de janeiro de 1869) foi um compositor russo de música erudita. Cresceu em St. Petersburg como um talentoso músico amador, tocando o piano e violino e dabbling na composição. Sua familiaridade com o compositor Mikhail Glinka (1833) tornou o seu pensamento mais sério para a composição, e em 1839 ele completou sua primeira ópera, Esmeralda (depois de Victor Hugo; realizados 1847). Duas outras óperas seguidas: O Triunfo de Baco (1845; realizados 1867) e Rusalka (após Aleksandr Pushkin; produzidos 1856). Em suas canções Dargomyzhsky desenvolveu um indivíduo veia de humor e sátira. Suas peças orquestrais (por exemplo, finlandês Fantasia, cossaco dança, e Baba-Yaga) foram notáveis por sua harmônica experimentos.
Depois de 1866 ele tornou-se interessado em desenvolver um nacional russo música dramática de grande realismo e começou a definir Pushkin's play Kamennygost (A Pedra do cliente) para uma espécie de recitativo melodically reforçado, com todo passagens composto em todo o modo de som. Este trabalho despertou o interesse de Mily Balakirev e seu círculo, particularmente Modest Mussorgsky; Dargomyzhsky quando morreu, o placar foi completado por César Cui e orquestrada por Nikolay Rimsky-Korsakov.